# 侯波
侯波（1924年—2017年11月26日），女，山西夏县人，中国摄影家，中国摄影家协会原常务理事，中国女摄影家协会名誉主席。有“红墙摄影师”之称。

## 家庭
丈夫徐肖冰。